# خبير شبكات سيسكو المعتمد
سى سى ان ايه هو اختصار لشهادة تمنح من شركة سيسكو المتخصصة في مجال تصنيع وبرمجة أجهزة الشبكات ويتم استخدام الاختصار "CCNA" بدلا من الاسم الكامل.
شهادة "CCNA" هي شهادة من سيسكو تمنح لذوى المعرفة بالشبكات فهى تثبت أن حاملها متمكن من تركيب واعداد وتشغيل وصيانة أجهزة «التبديل" و»التحويل" الصغيرة والمتوسطة الحجم وأيضاً تركيب وتجهيز توصيلات الشبكات في الشبكات المحلية "LAN" والشبكات واسعة النطاق"WAN"
لكى تصبح مساعد شبكات معتمد من سيسكو يجب عليك النجاح في امتحان "301-200" أو النجاح في كلا من امتحان " ICND1 (100-101)" وامتحان "ICND2 (200-101)". كما أن النجاح في امتحان "ICND1" يمنحك شهادة "CCENT" (فنى الشبكات الداخلية المعتمد من سيسكو)علما بأن الدرجات المطلوبة للنجاح في هذه الامتحانات تحدد باستخدام الإحصاء التحليلي كما أنها معرضة للتغير. عند الانتهاء من الامتحان، يستلم الممتحنين تقرير بالنتيجة مع درجة الممتحن والدرجة المطلوبة للنجاح، ولا تنشر سيسكو الدرجات المطلوبة للنجاح في هذه الامتحانات لأن أسئلة الامتحانات والدرجات المطلوبة للنجاح معرضة للتغير في أي وقت وبدون اشعار.
بعد النجاح في الامتحان يُمنح المتقدم شهادة صالحة لمدة ثلاث سنوات تشهد فيها سيسكو بأن المتقدم لديه القدرة على العمل في مجال الشبكات الصغيرة والمتوسطة.

## مناهج «سى سى ان ايه» المتقدمة
أضيف إلى «سى سى ان ايه» ثلات برامج جديدة في أكتوبر 2008. هذه المناهج الجديدة تؤكد على المتدرب على مهارات متخصصة في مجال الصوتيات وامن الشبكات والشبكات اللاسلكية.

### «سى سى ان ايه» وشبكات الصوت
تمنح شهادة «خبير شبكات الصوت المعتمد من سيسكو» (CCNA VOICE) إلى من لديه المعرفة والمهارات اللازمة لإدارة شبكة صوت. تؤكد هذه الشهادة أن الحاصل عليها لديه المهارات اللازمة لأداء الوظائف المتخصصة في تكنولوجيا شبكات الصوت مثل: مدير شبكة صوت، مهندس صوت، وتؤكد أن الحاصل عليها لديه مهارات ال VoIP technologies مثل IP PBX، IP Telephony, الهاندسيت، والكول كنترول، ووظائف البريد الصوتي.
وتنقسم هذه الشهادة إلى تخصصين:
- شهادة خبير شبكات الصوت المعتمد من سيسكو تخصص الأغراض العملاقة وهي تتطلب معرفة ومهارات مرتبطة ب CUCM وعادة ما يوظف الحاصلون عليها في المنظمات الكبرى كالحكومات والشركات الكبرى والجامعات.وللحصول عليها يجب أداء امتحان CVOICE #642-436
- شهادة خبير شبكات الصوت المعتمدة من سيسكو تخصص الأغراض التجارية  وهي تتطلب معرفة ومهارات متعلقة ب CME و CUE، ويوظف الحاصلون عليها في المنظمات المتوسطة والصغيرة كالشركات الصغيرة «اقل من 2000 موظف» والاعمال الجزئية.وللحصول على هذا التخصص يجب اجتياز امتحان CVOICE #642-436 [3]

### «سى اى سى ان ايه» للشبكات اللاسلكية
تمنح شهادة «خبير الشبكات اللاسلكية المعتمد من سيسكو» إلى من لديه المعرفة والمهارات اللازمة لاعداد وتركيب الشبكات اللاسلكية التي تستخدم في تركيبها معدات سيسكو.فبالحصول على هذه الشهادة يستطيع خبراء الشبكات تركيب ودعم الشبكات اللاسلكية الأساسية.ويتمضن منهج هذه الشهادة المعلومات والتدريبات والانشطة لاعداد المتدربين لصيانة وتركيب ومتابعة المهام في شبكات سيسكو الاسلكية ومشاريع الشبكات
للحصول على هذه الشهادة، يجب اجتياز امتحان the 640-721 IUWNE 

### «سى اى سى ان ايه» لأمن الشبكات
تمنح شهادة «خبير أمن الشبكات المعتمد من سيسكو» إلى من لديه المعرفة والمهارات اللازمة لتأمين شبكات سيسكو.فبالحصول على هذه الشهادة يستطيع خبراء الشبكات تطوير حماية البنية التحتية للشبكات واكتشاف التهديدات والعمل على صدها.ويتضمن منهج هذه الشهادة أقوى تكنولوجيات امن الشبكات، وتركيب وصيانة ومتابعة الشبكات للتأكد من سلامتها وسرية البيانات عليها، والتكنولوجيا التي تستخدمها سيسكو في تأمين شبكاتها.

يختبر هذا الامتحان كفاءة استخدام تكنولوجيا سيسكو في تأمين البيانات والشبكات مثل تأمين سويتشات وراورتر سيسكو، ويختبر القدرة على تركيب وصيانة متابعة الشبكات للمحافظة على ثلاثية CIA (السرية والسلامة والتواجد)
للحصول على هذه الشهادة يجب اجتياز امتحان 640-553 IINS 

## وصلات خارجية
- سيسكو صيانة مسارات